# Gilberto Mora (ur. 1976)
Gilberto Mora Olayo (ur. 4 lutego 1976 w mieście Meksyk) – meksykański piłkarz występujący na pozycji lewego pomocnika.
Jego syn Gilberto Mora również jest piłkarzem.